# Kosmas Lars Thielmann
Kosmas Lars Thielmann OCist (* 1966 in Essen als Lars Thielmann) ist ein deutscher römisch-katholischer Ordenspriester, Hochschullehrer und Theologe.

## Leben
Thielmann studierte katholische Theologie, Rechtswissenschaft und Medizin in Bochum und Köln. Als Mitglied des DFG-Graduiertenkollegs „Ethik in den Wissenschaften“ am Interfakultären Zentrum für Ethik in den Wissenschaften der Eberhard-Karls-Universität Tübingen und während Forschungsaufenthalten am Center for Ethics in Managed Care der Harvard Medical School sowie dem Department of Philosophy der Tufts University schrieb er die Dissertation bei Dietmar Mieth zu den Ethischen Grundlagen einer Prioritätensetzung in der Gesundheitsversorgung, mit der er zum Dr. theol. promoviert wurde. Er war wissenschaftlicher Angestellter der Akademie für Technikfolgenabschätzung in Baden-Württemberg in Stuttgart und nahm Lehraufträge an den Universitäten Tübingen und Zürich sowie an der Fachhochschule Esslingen wahr. Seit 2003 ist er Mönch der Zisterzienserabtei Stift Heiligenkreuz, wo er den Ordensnamen Kosmas erhielt und auch als Professor für Moraltheologie an der Hochschule Heiligenkreuz lehrte.
Seit 1. September 2024 ist Thielmann Pilgerseelsorger im Südtiroler Kloster Säben, das mit der Auflösung des Konvents ab November 2021 leer stand. Langfristig sollen ihm weitere Patres folgen.

## Publikationen (Auswahl)
- Ethische Grundlagen einer Prioritätensetzung im Gesundheitswesen (= Schriften zur Gesundheitsökonomie, Band 35) Verl. PCO, Bayreuth 2001, ISBN 3-931319-85-7 (zugleich Dissertation Tübingen 2001).
- mit Manfred Rohr und Diethard Schade: Szenarien für mehr Selbstverantwortung und Wahlfreiheit im Gesundheitswesen Akademie für Technikfolgenabschätzung in Baden-Württemberg, Stuttgart 2002, ISBN 3-934629-84-9.